# Tanytarsus innarensis
Tanytarsus innarensis är en tvåvingeart som beskrevs av Lars Zakarias Brundin 1947. Tanytarsus innarensis ingår i släktet Tanytarsus och familjen fjädermyggor. Arten är reproducerande i Sverige. Inga underarter finns listade i Catalogue of Life.